# 前94年
| 千纪： | 前1千纪 |
| 世纪： | 前2世纪 \| 前1世纪 \| 1世纪                                                                                |
| 年代： | 前120年代 \| 前110年代 \| 前100年代 \| 前90年代 \| 前80年代 \| 前70年代 \| 前60年代                        |
| 年份： | 前99年 \| 前98年 \| 前97年 \| 前96年 \| 前95年 \| 前94年 \| 前93年 \| 前92年 \| 前91年 \| 前90年 \| 前89年 |
| 纪年： | 西汉太始三年                                                                                               |

## 大事记
- 尼科美德四世接替他的父亲尼科美德三世成为比提尼亚国王。
- 塞迦控制印度西北部
- 卢基乌斯·科尔内利乌斯·苏拉出任羅馬民選官

## 出生
- 刘弗陵，即汉昭帝。